# Moldovan Pride
Moldovan Pride nebo Moldova Pride je každoroční gay pride, který se koná v Moldavsku na oslavu leseb, gayů, bisexuálních a transgender lidí (LGBT) a jejich spojenců.

## Program
Na oficiální stránce Moldova Pride se píše:
| „ | The history of our country is written by each of us - letter by letter, word by word. Every story we live, every day spent on or away from this territory, makes up what will later be history. The history of a country is not a sterile notion, created in scientific laboratories - it is what each of us lives today, here and now. Through this campaign we want to bring each of us in the front line, to take back the power we have in society, to remind ourselves that even if we are ordinary people – we are the one who influence the life of this country regardless of gender, ethnicity, sexual orientation, sex, age, religion, social status. Every story counts. We count. | Dějiny naší země píše každý z nás - písmeno po písmenu, slovo po slově. Každý náš příběh, každý den strávený na tomto území nebo mimo něj, tvoří to, co se později stane historií. Dějiny země nejsou sterilním pojmem vytvořeným ve vědeckých laboratořích - jsou tím, co každý z nás žije dnes, tady a teď. Touto kampaní chceme každého z nás postavit do první linie, vzít si zpět moc, kterou ve společnosti máme, připomenout si, že i když jsme obyčejní lidé - jsme to my, kdo ovlivňuje život této země bez ohledu na pohlaví, etnickou příslušnost, sexuální orientaci, pohlaví, věk, náboženství, sociální postavení. Každý příběh se počítá. Počítáme se. | “ |

## Historie
První ročník Moldovan Pride se uskutečnil v roce 2002.

### 2005
V roce 2005 se konal 4. ročník. Policie a místní orgány Kišiněva průvod zakázaly a „vyprovokovaly“ incidenty tím, že byli organizátoři průvodu „bedlivě sledováni“ a „neustále předvoláváni“ policií k podání informací o hostech akce. Evropský soud pro lidská práva (ESLP) v roce 2012 rozhodl, že zákaz průvodu byl diskriminační a moldavská vláda v reakci na rozsudek předložila národní lidskoprávní akční plán, v němž se zavázala přijmout legislativu chránící práva sexuálních menšin a uvedla, že incident se zákazem pochodu byl ojedinělý.

### 2008
Dne 11. května 2008 policie a úřady přihlížely tomu, jak 7. ročníku průvodu Moldovan Pride brání davy lidí, kteří obklopují, zastrašují a dokonce napadají účastníky průvodu. Starosta Kišiněva Dorin Chirtoacă, jehož volební heslo znělo „mladý starosta, liberální tým, evropské hlavní město“, večer předtím průvod zakázal. Zákaz průvodu a potlačení svobody shromažďování vyvolaly kritiku a znepokojení na mezinárodní úrovni, včetně tehdejšího britského ministra zahraničí Davida Milibanda.
Rozsudek ve věci Bączkowski a další proti Polsku z května 2007 byl přelomovým případem, v němž Evropský soud pro lidská práva (ESLP) rozhodl, že zákazem pokojného pridu tehdejší primátor Varšavy Lech Kaczyński porušil tři články Evropské úmluvy o lidských právech: článek 11 týkající se svobody shromažďování, článek 13, který se zabývá právem na odvolání, a článek 14, který zakazuje diskriminaci.

### 2019
Dne 15. května 2019 byl zahájen 18. ročník Moldovan Pride a 19. května 2019 se uskutečnil pochod v Kišiněvě. Dle Moldova.org se tento ročník obešel bez násilností a potyček. Pochodu se zúčastnil poslanec Dumitru Alaiba, jež se stal prvním moldavským poslancem, který se otevřeně připojil k protestu. Alaiba na Facebooku uvedl: „Nikdo vám pod žádnou záminkou nemůže říkat, jak se máte oblékat, jakou řečí mluvit, ke kterému bohu se modlit a koho milovat. [...] A dobře se zamyslete – co je vlastně v naší zemi největším problémem: LGBT komunita, nebo ti, kdo ukradli miliardu dolarů?“.
Souběžně se pod záštitou prezidenta Igora Dodona konal (tradiční) Rodinný festival. Policie vytvořila zátaras podél bulvární ulice Bucuresti, který blokoval provoz aut i chodců a bránil jakémukoli konfliktu mezi oběma tábory. Rovněž několik příslušníků náboženské obce uspořádalo dopoledne před památníkem Štěpána Velikého demonstraci „Stop šíření homosexuality“, kde přišli s kříži a zpívali náboženské písně.

### 2021
Od 15. do 20. června se konal 20. ročník Moldovan Pride, který probíhal zejména online kvůli tehdejším opatřením v souvislosti s pandemií covidu-19, jež neumožňovaly shromažďování lidí na festivalech a pochodech.

### 2022
Od 15. června do 19. června 2022 se konal 21. ročník Moldovan Pride. Dne 19. června se uskutečnil průvod v Kišiněvě. Podle facebookové stránky nevládní organizace GenderDoc-M se sídlem v Kišiněvě začal Moldovan Pride 2022 15. června 2022 slavnostním položením květin na památku těch LGBT lidí, kteří přišli o život v důsledku šikany, jíž byli vystaveni.
V květnu 2022 starosta Kišiněva Ion Ceban prohlásil, že pochod LGBT komunity nedovolí, a uvedl: „Dělejte si doma, co chcete, ne však na veřejnosti”. Průchod se konal i přes ostrý odpor sociálně konzervativních a církevních kruhů. Arcibiskup bălțijský făleştijský Marchel ve videu publikovaném na YouTube řekl: „V roce 2022 hrozí, že atmosféru Svaté neděle naruší, zastaví a ohrozí šokující zprávy. Je to proto, že nositelé zlého hříchu – sodomité – chtějí v našem městě uspořádat průvod hanby.“

### 2023
V roce 2023 se konal 22. ročník Moldovan Pride. Dne 18. června se uskutečnil průvod v Kišiněvě. Šlo o první původ, který nepotřeboval policejní ochranu. Asi 100 pravoslavných duchovních a jejich příznivců stálo v jednom místě na trase průvodu s transparenty s nápisy: „Stojíme za tradiční rodinou”, ovšem i to se obešlo bez násilí.